# クリス・コースト
クリストファー・ロバート・コースト（Christopher Robert Coste 、1973年2月4日 - ）は、アメリカ合衆国ノースダコタ州ファーゴ出身の元プロ野球選手（捕手）。右投右打。
独立リーグ時代の1997年に自伝「Hey... I'm Just the Catcher」を出版し、2008年3月にメジャー昇格までの自伝「The 33-Year-Old Rookie」を出版した。

## 経歴
1995年に独立リーグ・プレーリー・リーグのブランドン・グレイオウルズでプロ生活を始め、1996年5月1日にアメリカン・アソシエーションのファーゴ・ムーアヘッド・レッドホークスと契約。1998年11月13日にドラフト外でピッツバーグ・パイレーツと契約したが、1999年4月5日にパイレーツを解雇され、5月1日にレッドホークスに復帰。
1999年11月16日にクリーブランド・インディアンスと契約。2002年には3Aのバッファロー・バイソンズで打率.318などの活躍でチームのMVPに選出されたが、骨折をしたためメジャー昇格はならなかった。2003年はボストン・レッドソックス、2004年はミルウォーキー・ブルワーズのマイナー球団に在籍し、2004年10月29日にフィラデルフィア・フィリーズと契約。
2006年のスプリング・トレーニングで打率.463を記録するなど活躍したためロースター入りが確実と思われていたが、開幕2日前の4月1日にトレードでデビッド・デルーチが加入したため、ロースターから外され開幕を3Aのスクラントン・ウィルクスバリ・レッドバロンズで迎えた。レッドバロンズでは打率.177と低迷していたが、正捕手のマイク・リーバーサルの故障者リスト入りやアレックス・ゴンザレスの現役引退に伴い、5月21日にメジャー昇格。5月26日にメジャーデビューを果たした。6試合安打がなかったが、6月16日にメジャー初安打を記録。この安打以降打率は上昇。63試合に出場し、打率.328の成績でシーズンを終えた。
2007年は開幕をマイナーで迎え、ライアン・ハワードの故障者リスト入りに伴い、5月12日にメジャーに昇格したが、ハワードが5月25日に故障からの復帰に伴い、2Aに降格。6月28日にジェイソン・ワースの故障者リスト入りに伴いメジャーに復帰してからはマイナーに降格することなくメジャーで出場した。
2008年はカルロス・ルイーズが打撃不振のため、併用されて98試合に出場。4・5月の月間打率は.320を上回っていたが、6月以降は.270を下回った。
2009年7月10日、ウェーバー公示後にヒューストン・アストロズに移籍。
2009年12月3日にニューヨーク・メッツと契約し、2010年3月29日にウェイバー公示を経てワシントン・ナショナルズに移籍。6月5日にリリースされた。この年限りで現役を引退。
引退後は母校のコンコーディア大学のコーチや解説者を経て、2018年より古巣のファーゴ・ムーアヘッド・レッドホークスのコーチに就任。2020年より暫定監督。2021年より正式に監督に就任した。

## 詳細情報

### 年度別打撃成績
| 年 度    | 球 団    | 試 合 | 打 席 | 打 数 | 得 点 | 安 打 | 二 塁 打 | 三 塁 打 | 本 塁 打 | 塁 打 | 打 点 | 盗 塁 | 盗 塁 死 | 犠 打 | 犠 飛 | 四 球 | 敬 遠 | 死 球 | 三 振 | 併 殺 打 | 打 率 | 出 塁 率 | 長 打 率 | O P S |
| -------- | -------- | ----- | ----- | ----- | ----- | ----- | -------- | -------- | -------- | ----- | ----- | ----- | -------- | ----- | ----- | ----- | ----- | ----- | ----- | -------- | ----- | -------- | -------- | ----- |
| 2006     | PHI      | 65    | 213   | 198   | 25    | 65    | 14       | 0        | 7        | 100   | 32    | 0     | 0        | 0     | 0     | 10    | 1     | 5     | 31    | 6        | .328  | .376     | .505     | .881  |
| 2007     | PHI      | 48    | 137   | 129   | 15    | 36    | 3        | 0        | 5        | 54    | 22    | 0     | 0        | 2     | 0     | 4     | 1     | 2     | 20    | 1        | .279  | .311     | .419     | .730  |
| 2008     | PHI      | 98    | 305   | 274   | 28    | 72    | 17       | 0        | 9        | 116   | 36    | 0     | 1        | 3     | 2     | 16    | 1     | 10    | 51    | 7        | .263  | .325     | .423     | .748  |
| 2009     | PHI      | 45    | 118   | 102   | 12    | 25    | 8        | 0        | 2        | 39    | 8     | 0     | 0        | 1     | 0     | 14    | 1     | 1     | 27    | 2        | .245  | .342     | .382     | .724  |
| 2009     | HOU      | 43    | 112   | 103   | 3     | 21    | 5        | 0        | 0        | 26    | 10    | 0     | 0        | 0     | 1     | 8     | 0     | 0     | 28    | 3        | .204  | .259     | .252     | .511  |
| '09計    | HOU      | 88    | 230   | 205   | 15    | 46    | 13       | 0        | 2        | 65    | 18    | 0     | 0        | 1     | 1     | 22    | 1     | 1     | 55    | 5        | .224  | .301     | .317     | .618  |
| MLB：4年 | MLB：4年 | 299   | 885   | 806   | 83    | 219   | 47       | 0        | 23       | 335   | 108   | 0     | 1        | 6     | 3     | 52    | 4     | 18    | 157   | 19       | .272  | .329     | .416     | .744  |

### 背番号
- 27（2006年 - 2009年途中）
- 41（2009年途中 - 同年終了）